# 聖瑪麗亞杜帕拉

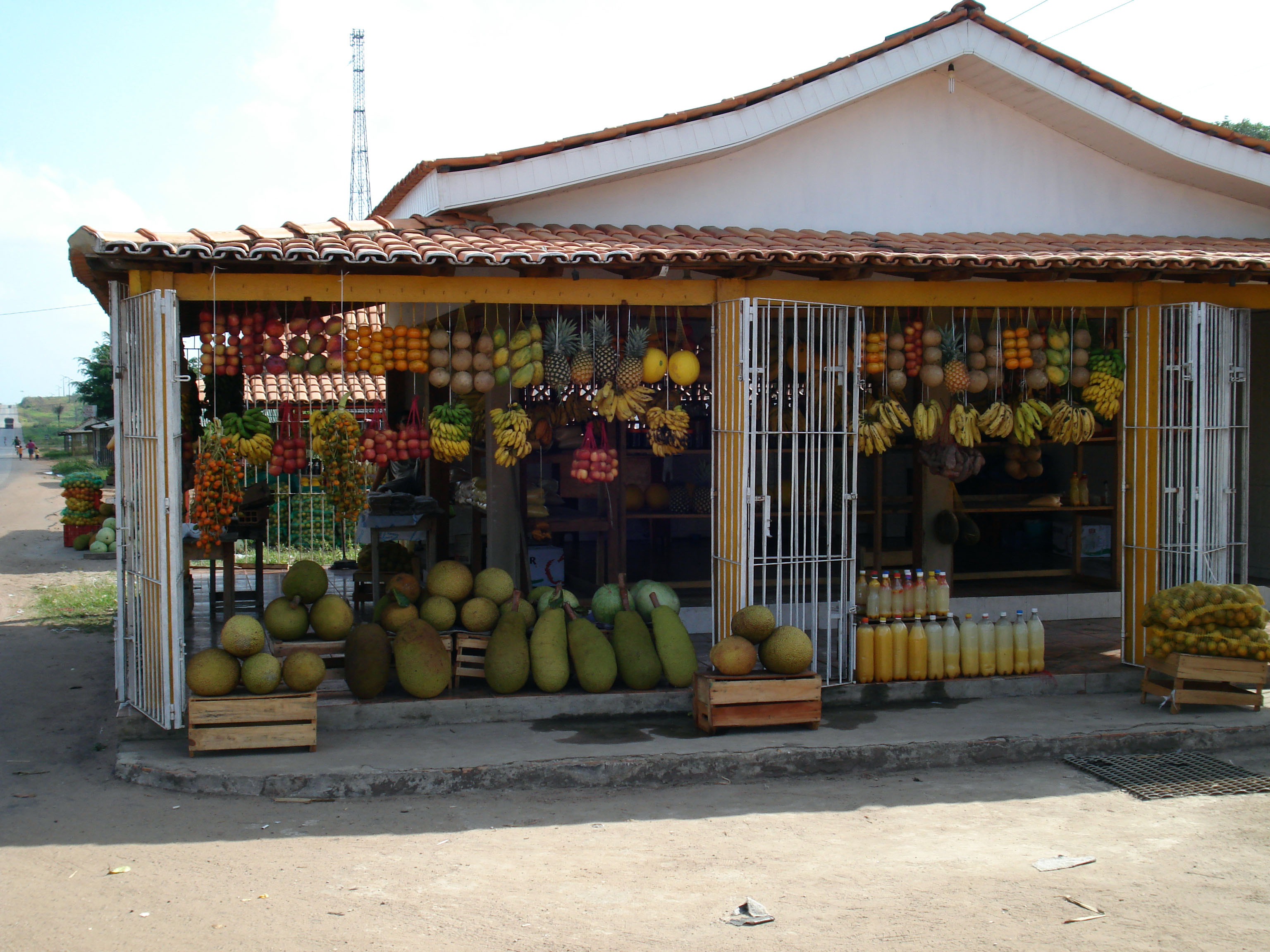
聖瑪麗亞杜帕拉

聖瑪麗亞杜帕拉（葡萄牙語：Santa Maria do Pará），是巴西的城鎮，位於該國北部，由帕拉州負責管轄，始建於1961年12月29日，面積457.72平方公里，海拔高度51米，2010年人口23,033，人口密度每平方公里50.32人。